# Formule di Briggs
Le Formule di Briggs sono delle formule geometriche, ricavate da Henry Briggs, in grado di fornire i valori delle principali funzioni trigonometriche avendo a disposizione soltanto le misure dei 3 lati del triangolo.
Le formule in realtà forniscono i valori per il semi-angolo interno. Per ricavare le formule per sapere i valori trigonometrici relativi all'angolo interno basta applicare a queste le formule di duplicazione.
a,b,c = lati del triangolo
p = semiperimetro
| Seno                                                                       | Coseno                                                                 | Tangente                                                                       |
| -------------------------------------------------------------------------- | ---------------------------------------------------------------------- | ------------------------------------------------------------------------------ |
| {\displaystyle \sin {\frac {\alpha }{2}}={\sqrt {\frac {(p-b)(p-c)}{bc}}}} | {\displaystyle \cos {\frac {\alpha }{2}}={\sqrt {\frac {p(p-a)}{bc}}}} | {\displaystyle \tan {\frac {\alpha }{2}}={\sqrt {\frac {(p-b)(p-c)}{p(p-a)}}}} |
| {\displaystyle \sin {\frac {\beta }{2}}={\sqrt {\frac {(p-a)(p-c)}{ac}}}}  | {\displaystyle \cos {\frac {\beta }{2}}={\sqrt {\frac {p(p-b)}{ac}}}}  | {\displaystyle \tan {\frac {\beta }{2}}={\sqrt {\frac {(p-a)(p-c)}{p(p-b)}}}}  |
| {\displaystyle \sin {\frac {\gamma }{2}}={\sqrt {\frac {(p-a)(p-b)}{ab}}}} | {\displaystyle \cos {\frac {\gamma }{2}}={\sqrt {\frac {p(p-c)}{ab}}}} | {\displaystyle \tan {\frac {\gamma }{2}}={\sqrt {\frac {(p-a)(p-b)}{p(p-c)}}}} |

## Duplicazione delle formule di Briggs
Utilizzando la formula di duplicazione per il seno si ha:
{\displaystyle {\begin{aligned}\sin {\alpha }&=2\sin {\frac {\alpha }{2}}\cdot \cos {\frac {\alpha }{2}}\\&=2{\sqrt {{\frac {(p-b)(p-c)}{bc}}\cdot {\frac {p(p-a)}{bc}}}}\\&={\frac {2}{bc}}{\sqrt {p(p-a)(p-b)(p-c)}}\end{aligned}}}
Come sappiamo dalla formula di Erone, la quantità
{\displaystyle {\begin{aligned}{\sqrt {p(p-a)(p-b)(p-c)}}\end{aligned}}}
non è altro che l'area del triangolo di lati {\displaystyle a}, {\displaystyle b} e {\displaystyle c}. La relazione precedente può essere allora interpretata anche come dimostrazione della formula di Erone, dal momento che si ha ovviamente: 
{\displaystyle A={\frac {bc\sin {\alpha }}{2}}}
Utilizzando la formula di duplicazione per il coseno si ha:
{\displaystyle {\begin{aligned}\cos {\alpha }&=\cos ^{2}{\frac {\alpha }{2}}-\sin ^{2}{\frac {\alpha }{2}}\\&={\sqrt {\frac {p(p-a)}{bc}}}^{2}-{\sqrt {\frac {(p-b)(p-c)}{bc}}}^{2}\\&={\frac {p(p-a)}{bc}}-{\frac {(p-b)(p-c)}{bc}}\\\end{aligned}}}